# Gempen
Gempen is een gemeente en plaats in het Zwitserse kanton Solothurn en maakt deel uit van het district Dorneck.
Gempen telt 738 inwoners.